# Embalse de Casares
El embalse de Casares es un embalse situado en la comarca de Abadía de Arbas (La Tercia del Camino), en la provincia de León. Toma su nombre del pueblo que se sitúa en los aledaños del embalse, Casares de Arbas.

## Presa
La presa es de arco de gravedad con una altura sobre cimientos de 52,50 metros, con una longitud de coronación de 143,92 metros. El volumen del embalse para nivel normal es de 37 hm³ al que corresponde una superficie de embalse de 280 hectáreas.
El proyecto incluye una minicentral de pie de presa, con un salto bruto de 30-53 metros, caudal de equipo de 3 m³/s, dos grupos Francis horizontales, 1,4 MW de potencia instalada y una producción media anual de 2,92 GWh.
También se ha construido una pequeña presa de cierre de un collado lateral, y caminos de acceso a Cubillas de Arbas y a la propia presa.